# I bugiardi
I bugiardi  (The Liars) è una serie televisiva britannica in 20 episodi trasmessi per la prima volta nel corso di una sola stagione nel 1966.
È una serie antologica incentrata su storie ambientate negli anni 20 e anni 30.

## Produzione
La serie fu prodotta da Granada Television.  Le musiche furono composte da Armando Sciascia.

### Registi
Tra i registi della serie sono accreditati:
- David Boisseau
- David Cunliffe

### Sceneggiatori
Tra gli sceneggiatori della serie sono accreditati:
- Hugh Leonard
- Philip Mackie

## Distribuzione
La serie fu trasmessa nel Regno Unito dal 1º gennaio 1966. In Italia è stata trasmessa con il titolo I bugiardi.

## Episodi
| Stagione       | Episodi | Prima TV UK |
| -------------- | ------- | ----------- |
| Prima stagione | 20      | 1966        |